# Reserva Hopi

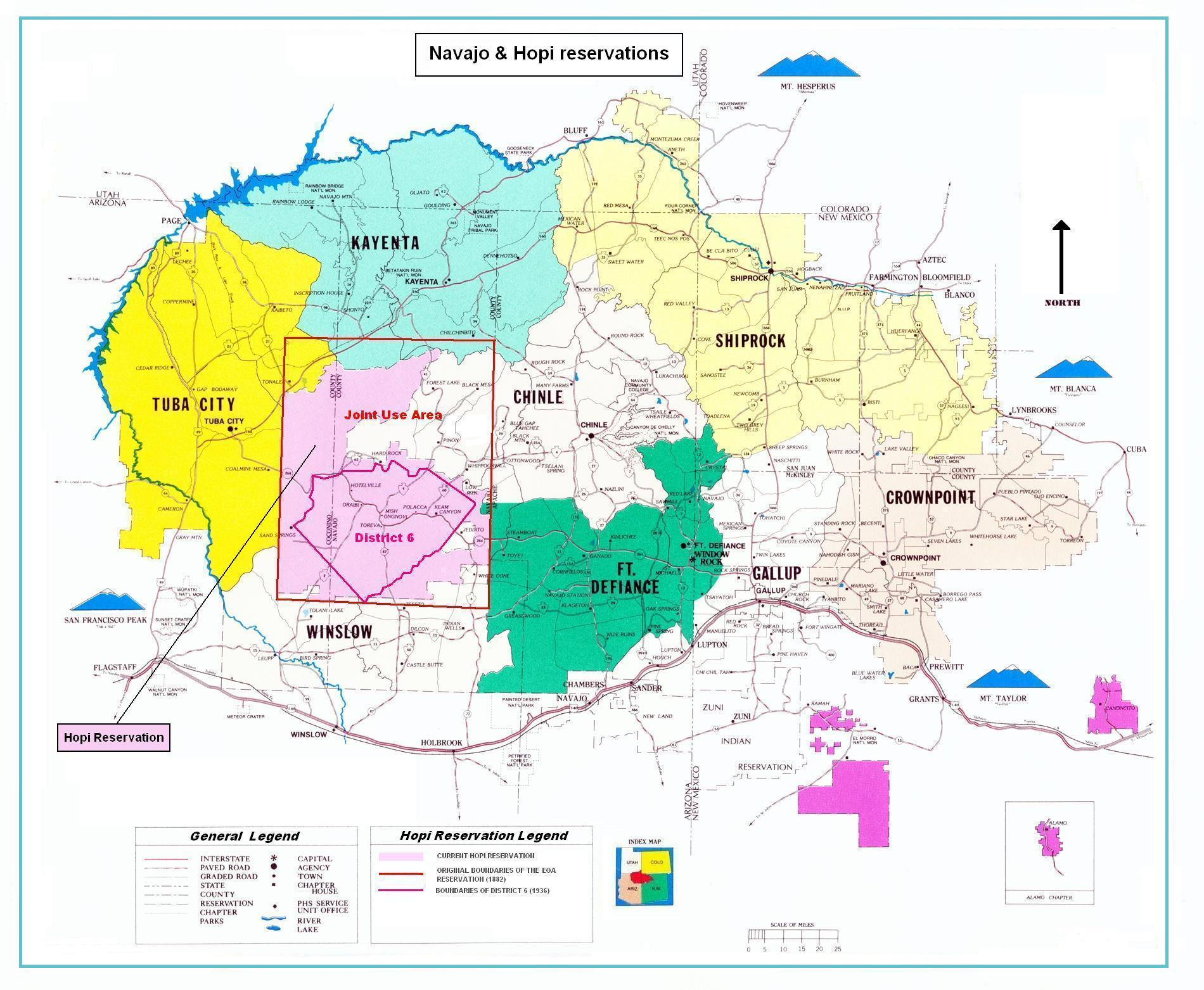
Mapa del territori de les dues reserves i l'àrea conjunta

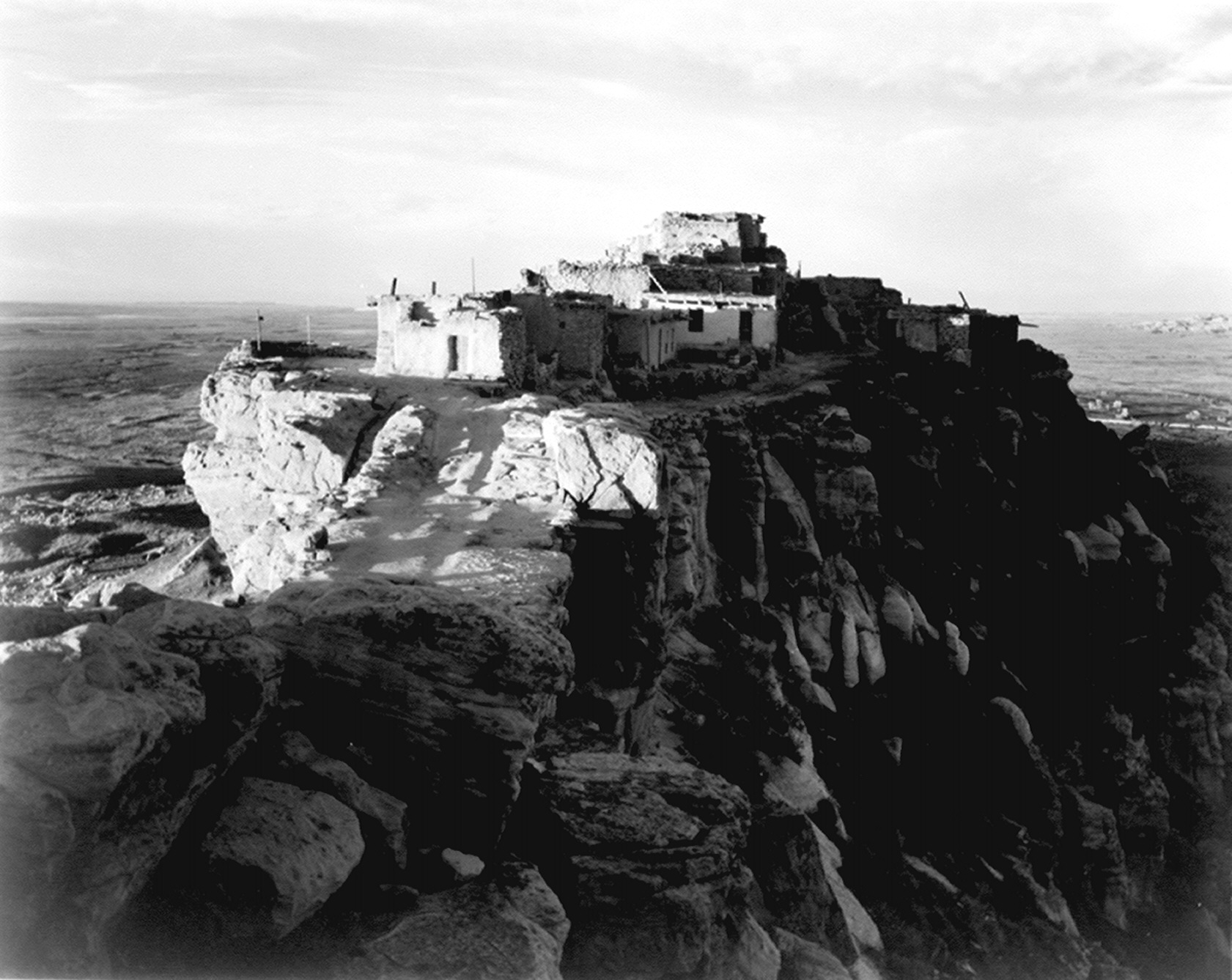
Walpi, Arizona, 1920.

La Reserva Hopi és una reserva índia dels amerindis hopi, una tribu reconeguda federalment, i tewa d'Arizona, envoltat totalment per la Nació Navajo, als comtats de Navajo i Coconino del nord-est d'Arizona, Estats Units. Té una superfície de 6.557,262 km² i 6.946 habitants segons el cens de 2000. La Reserva Hopi, com la majoria d'Arizona però a diferència de la Nació Navajo, no observa l'horari d'estiu. Fins fa poc les dues nacions compartien l'àrea d'ús comú Navajo-Hopi. La partició d'aquesta zona, coneguda com a Black Mesa o Big Mountain per les lleis del Congrés el 1974 i 1996, s'ha traduït en la continuació de la controvèrsia.
El sistema de viles és basat al voltant de tres meses a l'estil pueblo, que s'ha utilitzat tradicionalment pels hopi. Walpi és el poble més antic de First Mesa, que fou establert en 1690 després que els pobles al peu de la mesa Koechaptevela fossin abandonats per por a les represàlies espanyoles després de la revolta Pueblo de 1680. Els tewa viuen a First Mesa. Els hopi també ocupen Second Mesa i Third Mesa. La comunitat de Winslow West està fora de les terres de la reserva de la nació hopi.

## Organismes
El Consell Tribal Hopi és l'òrgan de govern local format per funcionaris electes dels diferents pobles de reserva. Els seus poders se li dona a la Constitució Tribal Hopi.
Els hopi consideren llur vida a la reserva (en particular la residència del clan tradicional, la vida espiritual a la kiva de la mesa, i llur dependència del blat de moro) una part substancial i crítica del "quart món".
La Hopi High School és l'institut d'ensenyament secundari per als residents de la reserva. Hopi Radio és una emissora que emet programes tradicionals hopi i típics americans per a la reserva.

## Comunitats
- Keams Canyon
- Lower i Upper Moenkopi Arxivat 2007-02-05 a Wayback Machine.
- Polacca
- Winslow West
- Yuh Weh Loo Pah Ki (Spider Mound) Arxivat 2007-02-05 a Wayback Machine.

New Oraibi o Kiqotsmovi (Kykotsmovi)
Viles tradicionals
First Mesa
- Waalpi (Walpi)
- Hanoki (Hano o Tewa)
- Sitsomovi (Sichomovi)

Second Mesa
- Songoopavi (Shongopavi)
- Musangnuvi (Mishongnovi)
- Sipawlavi (Shipaulovi)

Third Mesa
- Hoatvela (Hotevilla)
- Paaqavi (Bacavi)
- Munqapi (Moencopi)
- Orayvi (Oraibi)